# Тунаваллен
Тунаваллен (швед. Tunavallen) — футбольний стадіон у шведському місті Ескільстуна, домашня арена футбольних клубів АФК Ескільстуна, ІФК Ескільстуна та жіночої команди «Ескільстуна Юнайтед». Відкритий у 1924 році та неодноразово реконструйований з того часу. Максимальна місткість стадіону становить 7 800 глядацьких місць (6 000 сидячих, 1 800 стоячих). Арена приймала матч Чемпіонату світу з футболу 1958 року.

## Історія
Стадіон Тунаваллен було збудовано протягом 1923–1924 років. Максимальна місткість стадіону становила 22 000 глядацьких місць, 874 з яких були під накриттям. Рекорд відвідуваності стадіону до реконструкції було встанволено у 1963 році в поєдинку між ІФК Ескільстуна та футбольним клубом ГАІС Гетеборг. Цей матч відвідали 22 491 глядач. Втім, найголовніші події у історії арени відбувалися дещо раніше — 15 червня 1958 року в рамках проведення Чемпіонат світу, що відбувався у Швеції, на поле Тунаваллен вийшли збірні Парагваю та Югославії. Матч, на якому були присутні 13 103 глядача, закінчився результативною нічиєю 3:3.
У 2002 році відбулася глобальна реконструкція арени. Фактично, на місці старого стадіону було збудовано новий з двома великим трибунами вздовж поля. Максимальна місткість Тунаваллен зменшилась до показника у 7 800 глядацьких місць, з яких 6 000 сидячих. Місця, облаштовані індивідуальними пластиковими сидіннями, знаходяться на великих трибунах вздовж поля, а стоячі місця — за одними з воріт. У разі добудови трибун можливе розширення місткості стадіону до 14 000. Втім головною особливістю арени, безумовно, є чотири 15-поверхові будинки, що зведені у кожному куті стадіону. Після реконструкції спортивний комплекс було сертифіковано для проведення ігор Аллсвенскан та міжнародних матчів. У 2008 році проведено точкову модернізацію: натуральний трав'яний покрив футбольного поля замінили на штучне покриття.
Стадіон використовується здебільшого для футбольних матчів та є домашньою ареною одразу для трьох міських клубів — ІФК Ескільстуна, АФК Ескільстуна» та «Ескільстуна Юнайтед». Завдяки цьому спортивне життя Тунаваллен є вкрай насиченим та цікавим. Крім того, час від часу тут відбуваються концерти музичних виконавців, так, наприклад, 30 жовтня 2009 року стадіон приймав концерт Санни Карлстедт.